# 王子先生路

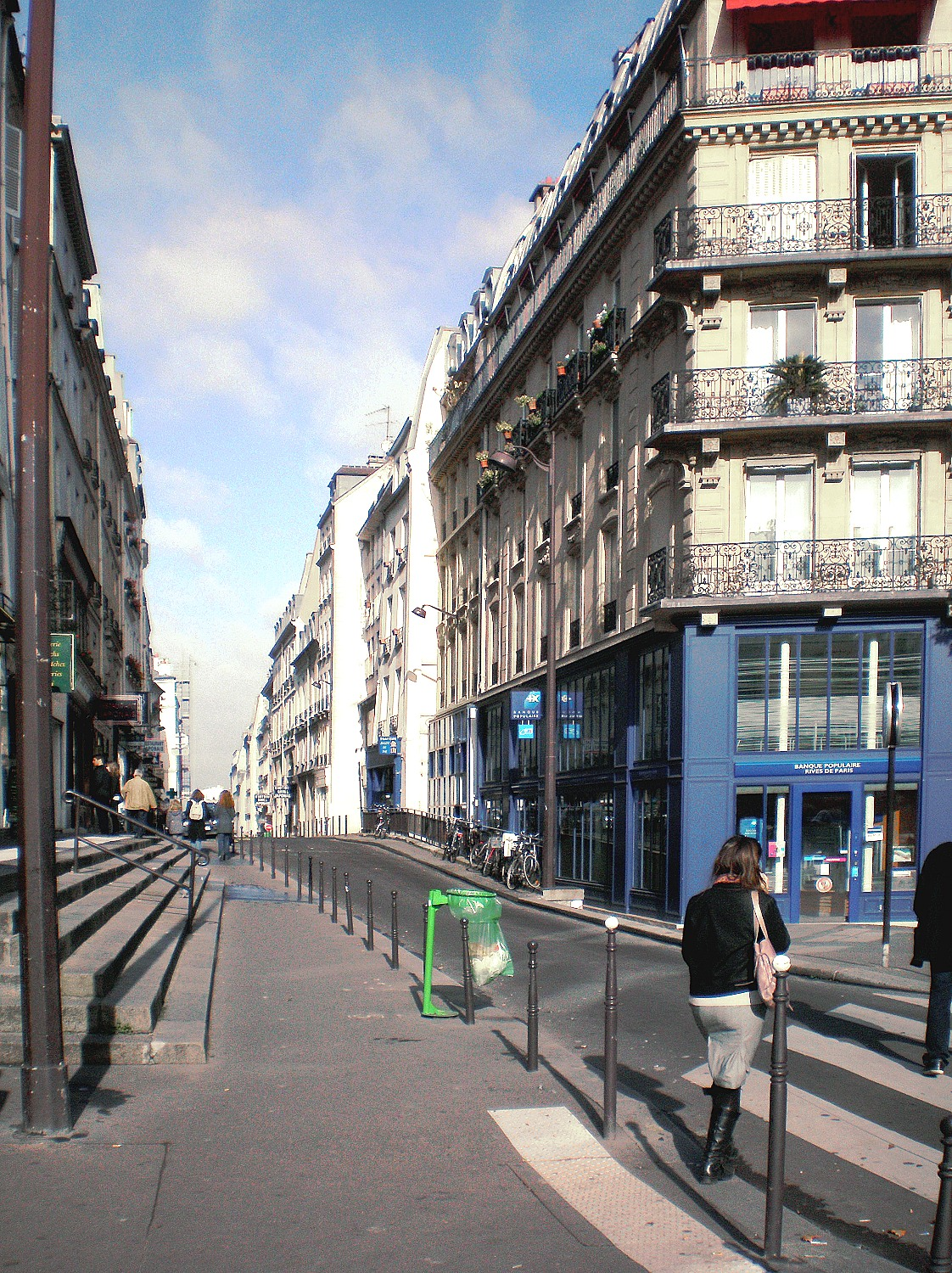
王子先生路

王子先生路（Rue Monsieur-le-Prince）是法国巴黎的一条街道，位于巴黎第六区。